# Galeandra paraguayensis
Galeandra paraguayensis är en orkidéart som beskrevs av Célestin Alfred Cogniaux. Galeandra paraguayensis ingår i släktet Galeandra och familjen orkidéer. Inga underarter finns listade i Catalogue of Life.

## Bildgalleri

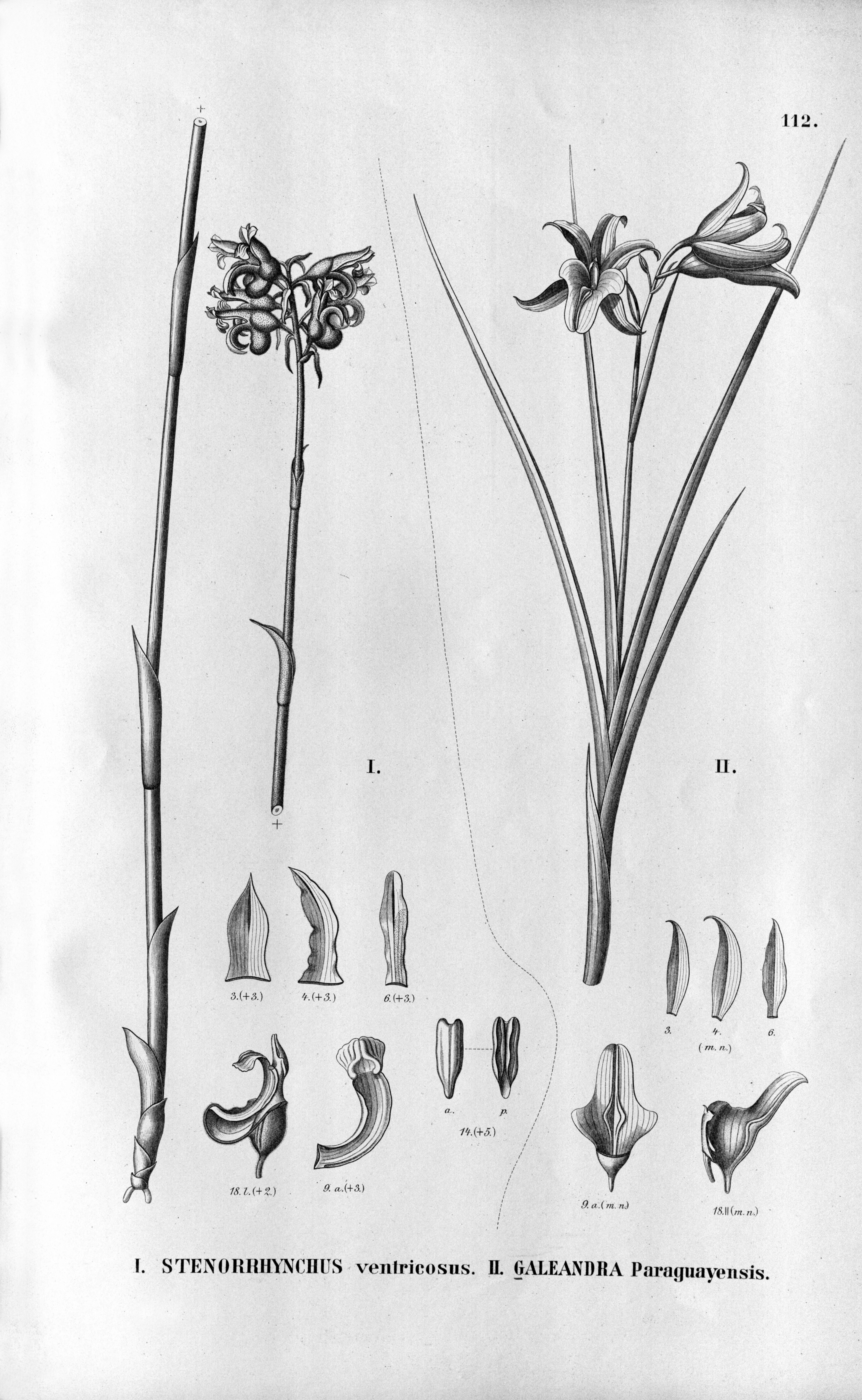